# ヤン＝イングヴァー・カールセン＝ブラッカー
ヤン＝イングヴァー・カールセン＝ブラッカー（Jan-Ingwer Callsen-Bracker 、1984年9月23日 - ）は、西ドイツ・シュレースヴィヒ出身の元サッカー選手。現役時代のポジションは、ディフェンダー。

## 経歴
1998年、バイエル・レバークーゼンの下部組織に入団。20003-04シーズンよりトップチームに昇格。DFLリーガポカールのハンザ・ロストック戦で直接フリーキックからプロ初ゴールをマーク。2005-06シーズンは相次ぐ怪我のため数ヶ月戦線を離脱した。ポジションも失い、レギオナルリーガのリザーブチームでのプレーを余儀なくされた。
2008年夏のマーケットでボルシア・メンヒェングラートバッハに移籍。2011年6月末までの契約を結んだが、数多くの負傷のために、レギュラーとしての地位を確立することができなかった。
2010-11シーズンのウィンターブレークで、FCアウクスブルクに移籍。レギュラーポジションの確保に成功すると、2012年1月に2013年6月30日まで契約を延長した。2013年1月、2016年6月30日まで契約を延長。2015年12月10日、UEFAヨーロッパリーグのパルチザン・ベオグラード戦で、左足腓骨骨折と足首の靭帯損傷の重傷を負った。長いリハビリを経て、2017年4月30日のハンブルガーSV戦で復帰を果たした。2018年1月15日、2018年6月30日までの契約で1.FCカイザースラウテルンにレンタル移籍した。

## 代表歴
U21ドイツ代表での出場歴がある。